# Bahnhofplatz (Mainz)

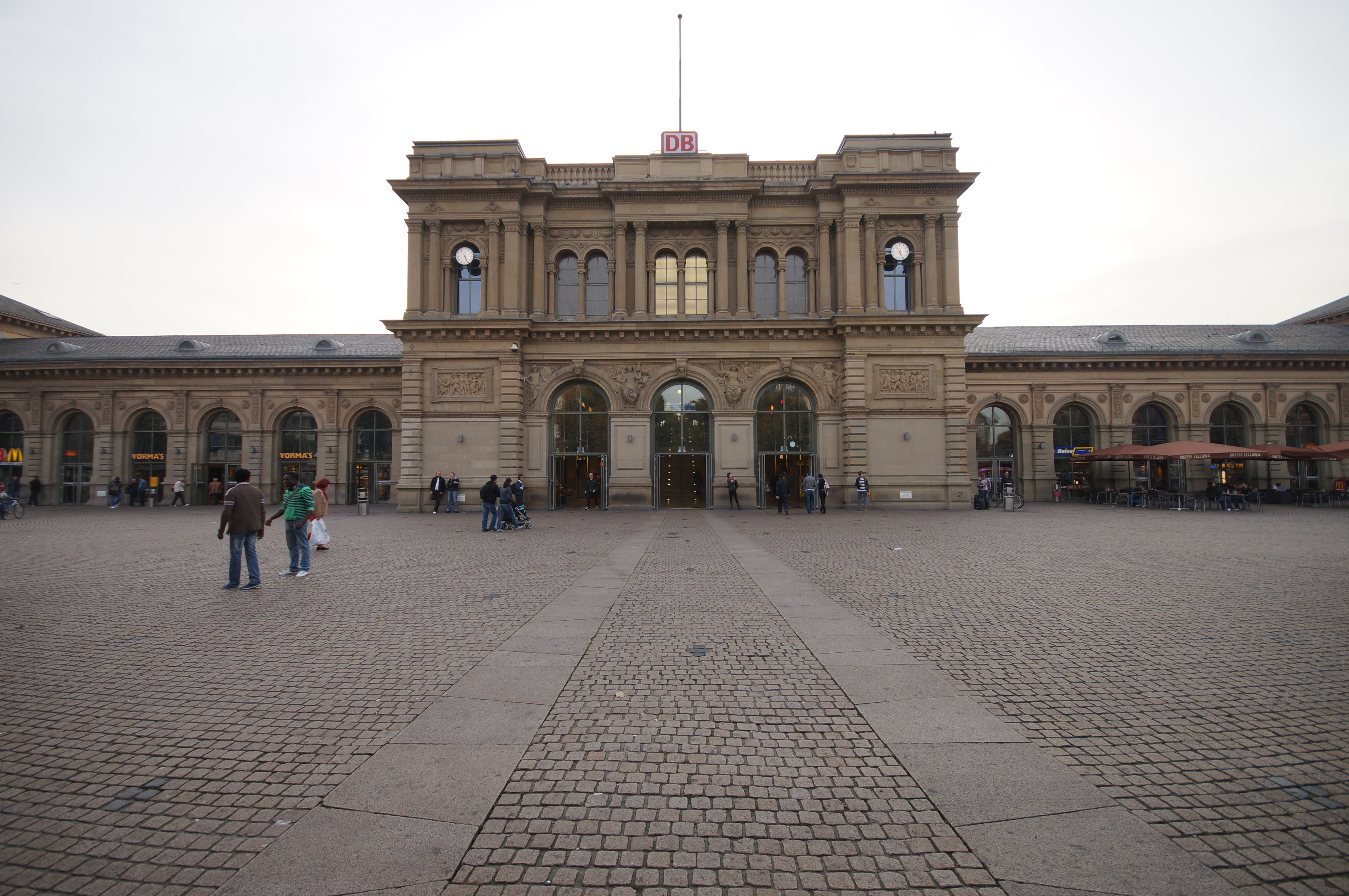
Der Mainzer Bahnhofplatz

Der Bahnhofplatz des Mainzer Hauptbahnhofs ist ein städtebaulich und stadtgeschichtlich bedeutender Platz in Mainz-Neustadt. Der Platz ist als Denkmalzone und beinhaltende sowie angrenzende Gebäude als Kulturdenkmäler ausgewiesen.

## Geschichte

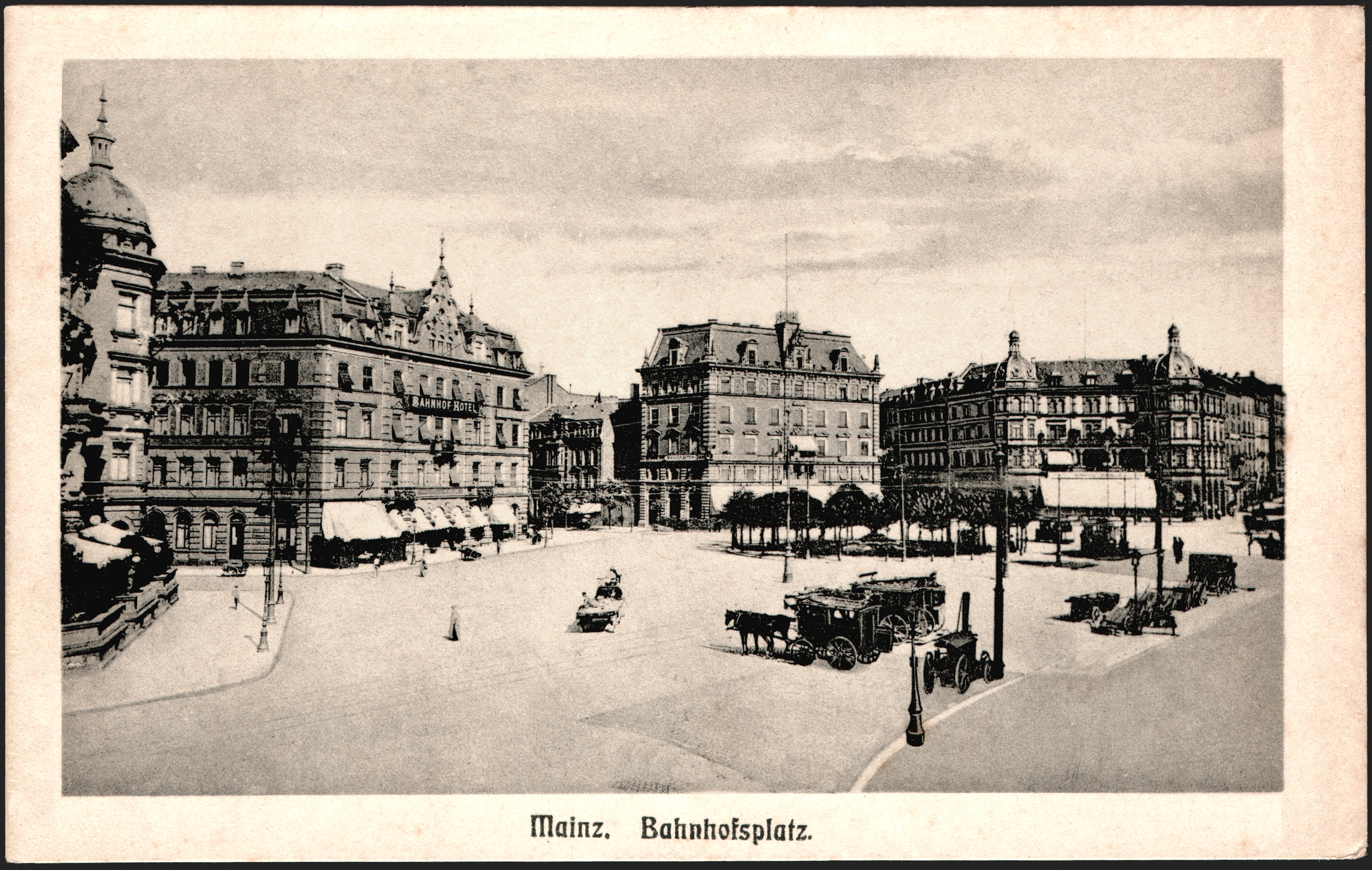
Bahnhofplatz vor dem Ersten Weltkrieg (Ansicht von Norden)

Der Platz wurde parallel mit dem Bau des neuen Mainzer „Centralbahnhofs“, der heute den Namen „Mainz Hauptbahnhof“ trägt, gebaut und 1884 für den Verkehr freigegeben. Davor wurden 1873 von Eduard Kreyßig erste Pläne zur Neugestaltung des Eisenbahnverkehrs in Mainz vorgelegt. Nachdem ein Jahr später der Vertrag mit der Hessischen Ludwigsbahn geschlossen worden war, begann 1876 die Anlage des Mainzer Eisenbahntunnels. 1875 wurde erstmals ein Plan für den Bereich zwischen Kaiserstraße und dem Rhein genehmigt. In ihm wurde der Bereich vor dem Mainzer Hauptbahnhof noch nicht berücksichtigt. Dies geschah erst, nachdem 1882 der Bau des neuen Mainzer Hauptbahnhofs und der zulaufenden Straßen begann. Nach Fertigstellung des Platzes befanden sich auf ihm direkt vor dem Haupteingang Schienen der Pferdebahn. Außerdem waren dort eine Wiese mit Bäumen und Blumen, Droschken und Hotelomnibussen.
Im Zweiten Weltkrieg wurde der Bahnhofplatz bei den Luftangriffen durch Fliegerbomben schwer beschädigt. Insgesamt wurde von der Reichsbahndirektion Mainz ein Schaden von 180 Millionen Reichsmark für den Mainzer Hauptbahnhof festgestellt. 1947 begann man mit der Wiederherstellung des Platzes.

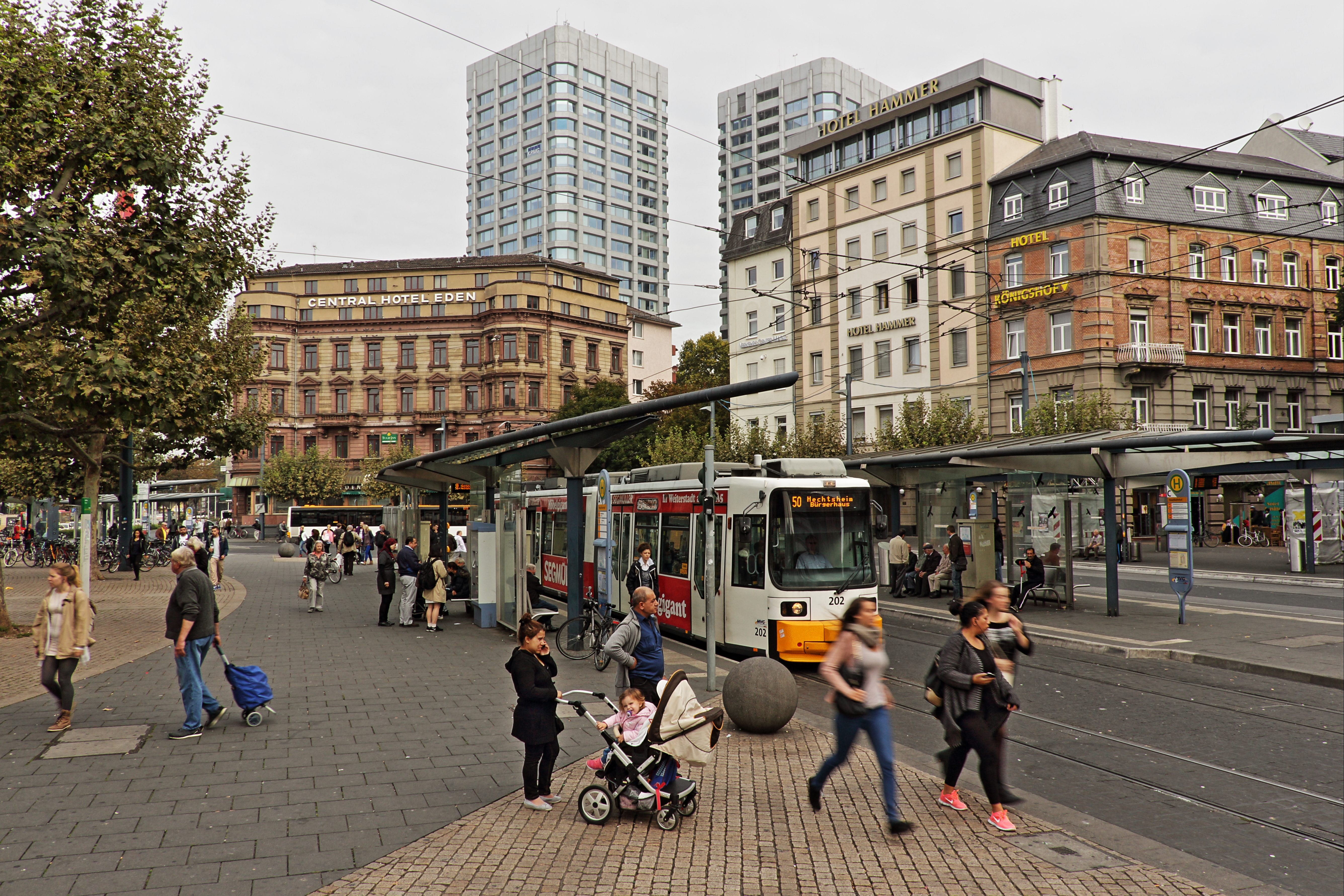
Straßenbahn und Hotels am Mainzer Bahnhofplatz (2014)

Heute wird der Platz als Verkaufsfläche für Imbisse, als Außenbereich mehrerer Gastronomiebetriebe, als Nutzfläche für die im Bahnhofsgebäude angesiedelte Bundespolizei und für Fahrradabstellanlagen genutzt. Außerdem wurde der Verkehr der anfangs direkt auf dem Bahnhofplatz verkehrenden Straßenbahn Mainz auf eine zusätzlich angelegte Kombinationsstation zwischen Bussen der Mainzer Verkehrsgesellschaft und den Straßenbahnen verlagert.

## Architektur

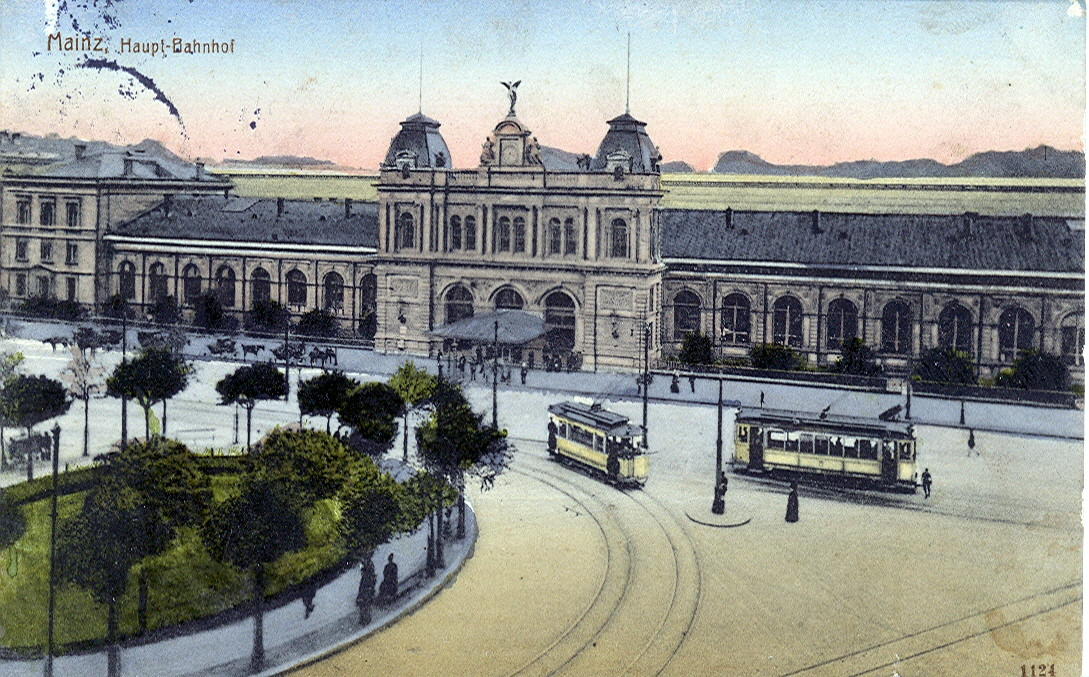
Der Mainzer Bahnhofplatz 1913 mit dem Blumenrondell in der Mitte

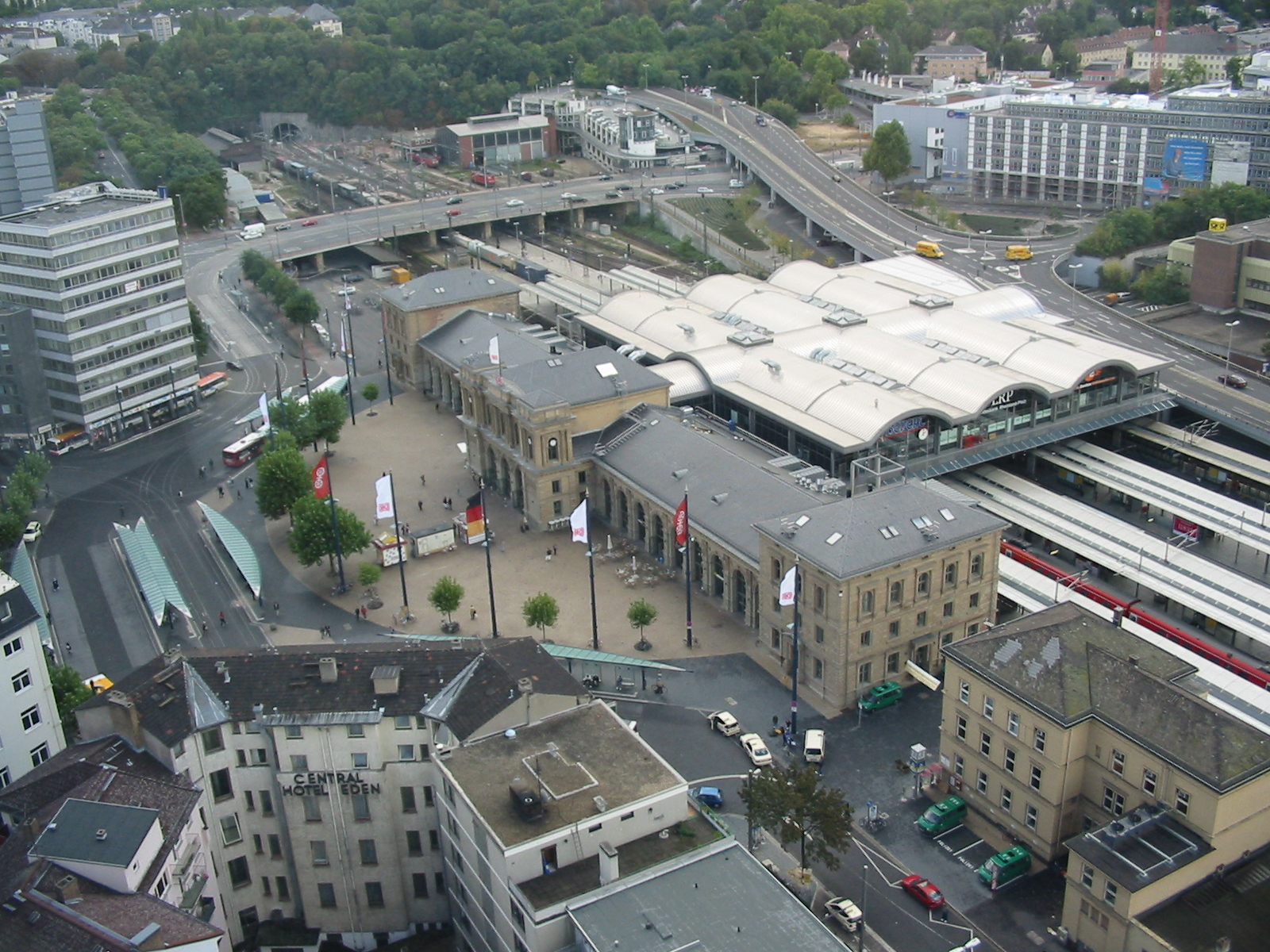
Blick von den Bonifazius-Türmen auf den Mainzer Bahnhofplatz

Der Bahnhofplatz befindet sich vor der Hauptfassade des Bahnhofsgebäudes des Mainzer Hauptbahnhofs. Er ist halbkreisförmig gebaut worden. Auf ihn laufen sternenförmig die Alicenstraße, die Bahnhofstraße, die Schottstraße und der Kaiser-Wilhelm-Ring zu. Da die Mainzer Neustadt Ende des 19. Jahrhunderts als neuer, moderner, großstädtischer Ortsbezirk geplant war, sollte das Bahnhofsgebäude und der anliegende Bahnhofplatz als repräsentatives Eingangstor zu Mainz gebaut werden. In der Mitte des Platzes wurde ein Blumenrondell gebaut, vom Platz führten drei große Alleen weg: die Alicenstraße, Schottstraße und der Kaiser-Wilhelm-Ring. Das Blumenrondell wurde in nächster Zeit entfernt und durch eine Baumreihe am Übergang des Bahnhofplatzes zum übrigen Bahnhofsumfeld ersetzt. Die Häuser zwischen den Alleeneinmündungen wurden zu großen Hotels und Restaurants umgebaut, die auch heute noch teilweise bestehen.
1883 wurde zwischen den Einmündungen der Alicenstraße und der Bahnhofstraße die damalige „Rheinische Bierhalle“ errichtet. Direkt daneben wurde im gleichen Jahr für die Mainzer Aktien-Bierbrauerei ein Wohn- und Geschäftshaus gebaut. Dieses Gebäude wurde zwischen der Schottstraße und der Bahnhofstraße erbaut. Es hatte die architektonische Auffälligkeit, dass seine Fassade aus drei großen Achsen bestand. 1885 wurde dieses Gebäude in der Bahnhofstraße um dieselbe Länge verdoppelt, die Baustoffe und die architektonischen Akzente wurden vom ursprünglichen Gebäude weitergeführt. Das Gebäude besitzt im Erdgeschoss Rundbögen und einige Pilaster, die weiter nach oben ragen. Über den Pilastern befand sich am Anfang der Nutzung eine Beletage. Diese besaß ein Mittelbalkon und viele Bekrönungen der Giebel. Auch gab es an diesem Gebäude ein aufwändig verziertes Mezzanin und eine mit vielen Dekorierungen geschmückte Traufzone. Darüber hinaus hat das Gebäude ein Mansarddach und Aufbauten.
An der heutigen Adresse Bahnhofplatz 8 wurde 1887 ein Haus für Ludwig Wilhelm Pfeil errichtet. Pfeil arbeitete zu dieser Zeit bei den Großherzoglich Hessischen Staatseisenbahnen. Das Gebäude wurde zwischen dem Kaiser-Wilhelm-Ring und der Bonifaziusstraße erbaut. Es wurde ursprünglich mit einem Mansarddach und vielen Bekrönungen von Erkern gebaut. Später stockte man das Gebäude auf und man errichtete ein Flachdach. Sein Baustoff, aus dem es gebaut wurde, war Sandstein. Letzter Nutzer dieses Gebäudes war das Central-Hotel, das nach langem Leerstand am 1. Juni 2017 als AC Hotel wiedereröffnet wurde.
Von 1892 bis 1893 wurde zwischen der Schottstraße und der Bonifaziusstraße ein Bahnhof-Hotel gebaut. Heute ist von ihm allerdings nur der Hotelteil in der Schottstraße erhalten geblieben. Anschließend wurden auch noch die Hotels Nassauer Hof, Rheingauer Hof in der Schottstraße und in der Bahnhofstraße die Hotels Mainzer Hof, das Hotel Pfeil und Continental und das Taunus-Hotel eröffnet.
Im Rahmen der letzten Bahnhofsrenovierung wurde auch der Bahnhofplatz umgestaltet, so dass jetzt eine klare optische Trennung von Platz und Verkehrsflächen zu erkennen ist. Der Bahnhofplatz hat für den Städtebau des 19. Jahrhunderts eine übliche Form, sein charakterliches Erscheinungsbild als repräsentatives Tor zur Stadt hat sich bis heute erhalten.